# Szelomo Hillel
Szelomo Hillel (hebr. שלמה הלל, ang. Shlomo Hillel; ur. 23 kwietnia 1923 w Bagdadzie, zm. 8 lutego 2021) – izraelski polityk, dyplomata, agent służb specjalnych, działacz społeczny i pisarz. Minister policji w latach 1969–1977, minister spraw wewnętrznych w 1974 i w 1977, ambasador Izraela w krajach Afryki Zachodniej w latach 1959–1963, poseł do Knesetu w latach 1952–1959 oraz 1974–1992, jego przewodniczący w latach 1984–1988. Polityk lewicowych formacji – Mapai, Koalicji Pracy i Partii Pracy.

## Życiorys
Urodził się 23 kwietnia 1923 w Bagdadzie w ówczesnym Brytyjskim Mandacie Mezopotamii. W 1934 wraz z rodziną wyemigrował do Palestyny, stanowiącej wówczas również brytyjski mandat.
Ukończył prestiżowe telawiwskie gimnazjum Herclija, a następnie studia w zakresie politologii, ekonomii i administracji publicznej na Uniwersytecie Hebrajskim w Jerozolimie.
W 1945 był jednym z założycieli i organizatorów położonej w pobliżu Rechowot nielegalnej fabryki uzbrojenia i amunicji „Machon Ajalon”. Rozpoczął działalność w wywiadzie Hagany, będąc odpowiedzialnym za nielegalną imigrację Żydów z terenów państw muzułmańskich. W latach 1946–1951 koordynował aliję z terenów Iraku, od 1947 do 1949 również z terenów Syrii i Libanu, a w latach 1948–1949 także z Iranu. Po uzyskaniu przez Izrael niepodległości znalazł się w 1949 w gronie założycieli kibucu Ma’agan Micha’el, kontynuował także współpracę z wywiadem jako agent Mosadu był odpowiedzialny za tajną operację wojskową „Ezdrasz i Nehemiasz” w latach 1951–1952, podczas której ewakuowano z terenów Królestwa Iraku do Izraela 120 000 zagrożonych prześladowaniami irackich Żydów, w 1951 brał także udział w ewakuacji Żydów z Egiptu.
Bezskutecznie kandydował w wyborach parlamentarnych w 1951 z listy Mapai (Partii Robotników Ziemi Izraela), ostatecznie jednak znalazł się w składzie drugiego Knesetu 21 grudnia 1952, kiedy objął mandat po zmarłym Elijjahu Hakarmelim. Został członkiem dwóch komisji parlamentarnych – budownictwa oraz konstytucyjnej, prawa i sprawiedliwości, a także komitetu wspólnego ds. wychowania fizycznego. W wyborach w 1955 uzyskał reelekcję, a w trzecim Knesecie zasiadał w tych samych komisjach co uprzednio, a ponadto w komisji usług publicznych. 6 lipca 1959 złożył mandat poselski, by przejść do pracy w dyplomacji. Jego miejsce w Knesecie zajęła Żenja Twerski.
W latach 1959–1969 służył w dyplomacji, w latach 1959–1963 był ambasadorem Izraela w krajach Afryki Zachodniej. W 1959 został pierwszym izraelskim ambasadorem w Gwinei, pozostał na tej placówce do 1961, kiedy został ambasadorem w Wybrzeżu Kości Słoniowej, akredytowanym także w Nigerii, Dahomeju (obecnie Benin) i Górnej Wolcie (Burkina Faso). W latach 1964–1967 był członkiem stałego przedstawicielstwa Izraela przy Organizacji Narodów Zjednoczonych jednocześnie kierował departamentem Afryki w Ministerstwie Spraw Zagranicznych. W 1965 opublikował książkę By Way of the Desert: Stories of the Second Babylonian Aliyah. W latach 1967–1969 był zastępcą dyrektora departamentu Bliskiego Wschodu w MSZ.
W 1969 powrócił do aktywnej polityki, gdy 15 grudnia objął stanowisko ministra policji w nowo powołanym drugim rządzie premier Goldy Meir. Zastąpił Elijjahu Sasona. W wyborach w 1973 powrócił do Knesetu z listy Koalicji Pracy. Utrzymał stanowisko ministerialne w kolejnym rządzie Meir, a po jej rezygnacji ze stanowiska premiera – w powołanym 3 czerwca 1974 pierwszym rządzie Icchaka Rabina. Został w nim także ministerem spraw wewnętrznych, zastępując Josefa Burga. Ponieważ pół roku później do koalicji rządowej dołączyła Narodowa Partia Religijna (Mafdal), Hillel musiał 29 października zrezygnować ze stanowiska szefa MSW na rzecz Burga. W grudniu 1976 Mafdal opuściła koalicję, a jej ministrowie ustąpili z rządu, to 16 stycznia 1977 Hillel ponownie objął fotel ministra spraw wewnętrznych. W wyborach w maju tegoż roku uzyskał reelekcję, jednak wygrała w nich prawica – po raz pierwszy w historii Izraela, toteż na obu stanowiskach ministerialnych pozostał do końca kadencji rządu 20 czerwca, a w nowym rządzie Menachema Begina resort policji objął Chajjim Bar-Lew, a spraw wewnętrznych kolejny raz Josef Burg.
W dziewiątym Knesecie zasiadał w komisji spraw wewnętrznych i środowiska, był także obserwatorem w Radzie Europy. W 1981 ponownie zdobył mandat poselski, a w Knesecie dziesiątej kadencji zasiadał w komisji spraw zagranicznych i obrony oraz kontynuował współpracę z Radą Europy. Po zwycięskich wyborach w 1984 został przewodniczącym jedenastego Knesetu (od 11 września 1984 do 20 listopada 1988). Specjalną uwagę poświęcał wówczas promowaniu edukacji demokratycznej wśród dorosłych i dzieci. W 1985 opublikował drugą książkę dotyczącą kwestii ucieczki Żydów z Iraku do Izraela – Operation Babylon: The Story of the Rescue of the Jews of Iraq. Po raz ostatni uzyskał mandat poselski w 1988, w tej kadencji powrócił do pracy w komisji spraw zagranicznych i obrony oraz do funkcji obserwatora w Radzie Europy. Swój staż parlamentarny zakończył jako polityk Izraelskiej Partii Pracy (po przekształceniu Koalicji Pracy w partię unitarną).
Podczas pracy parlamentarnej optował za zakazem rejestracji partii, których celem było zaprzeczanie istnieniu Izraela jako żydowskiego państwa demokratycznego, ale także tych podżegających do rasizmu. Działał na rzecz zwiększenia reprezentacji Żydów pochodzących z krajów Bliskiego Wschodu w polityce, a w szczególności w Partii/Koalicji Pracy. Starał się także doprowadzić do odzyskania przez społeczność żydowską mienia pozostawionego w krajach arabskich.
W 1989 został przewodniczącym światowej rady United Israel Appeal – fundacji odpowiedzialnej za współpracę pomiędzy Jewish Federations of North America a Izraelem (w szczególności Agencją Żydowską). W 1993 został przewodniczącym izraelskiego towarzystwo opieki nad zabytkami. Za swoją działalność na rzecz społeczeństwa i państwa został w 1998 uhonorowany Nagrodą Izraela.
Zmarł 8 lutego 2021 w wieku 97 lat.

## Publikacje
- By Way of the Desert: Stories of the Second Babylonian Aliyah (1965 – po hebrajsku)[1]
- Operation Babylon: The Story of the Rescue of the Jews of Iraq (1985 – po hebrajsku, 1987 – po angielsku)[1][11]